# Kleinia amaniensis
Kleinia amaniensis és una espècie de Kleinia que pertany a la família de les Asteraceae.

## Característiques
Aquesta planta és un arbust que pot créixer fins a 1,40 metres d'altura i branques d'1-2 cm de diàmetre. De port erecte, lleugerament calb, i poc carnós. Està molt ramificat quan l'altura és inferior a 90 cm. Es troba a Tanzània.
Les fulles són lanceolades o allargades, amb una mida aproximada de 9-12 cm de llarg i 3-5 cm d'ample; són planes, carnoses, obtuses, arrodonides a l'àpex i unides a un curt pecíol.
Les inflorescències són nombroses en cada planta i tenen un color ataronjat brillant, encara que posseeixen una olor fètida.

## Reproducció
Es reprodueix per esqueixos.